# Driloleirus
Driloleirus é um género de invertebrado da família Megascolecidae.
Este género contém as seguintes espécies:
- Driloleirus americanus
- Driloleirus macelfreshi